# Bearnoch z Bernicji
Bearnoch z Bernicji (nieznana data urodzenia ani śmierci) — wymieniona w Historii Brytanii "jedyna żona" pierwszego władcy Bernicji - Idy i matka jego 12 synów.